# Arnaud Hybois
Arnaud Hybois, né le 26 janvier 1982 à Pontivy, dans le Morbihan, est un champion français de kayak.

## Biographie
Licencié au club nautique de Baud, il s'illustre dans un premier temps en descente de rivière où en kayak monoplace, il participe à plusieurs championnats du monde et d'Europe. Il gagne les championnats du monde 2004 et devient champion d'Europe 2005 sur le Chalaux.
Il décide ensuite d'arrêter la descente de rivière pour se consacrer à la course en ligne dans l'espoir de participer aux Jeux olympiques. En 2008, il obtient sa qualification grâce à sa 6e place de la finale du K1 500m des Championnats d'Europe à Milan en étant dans les quotas continentaux. Mais il est éliminé en demi-finale des Jeux olympiques d'été de 2008 de Pékin.
En 2010, il remporte deux médailles d'or aux championnats du monde à Poznań en K4 1 000 m et en K2 200m. En 2011 lors des championnats du monde à Szeged il remporte pour la seconde année consécutive le titre du K2 200m en compagnie de Sébastien Jouve. Il ouvre ainsi un quota pour la France pour les jeux Olympiques de 2012.
Il est sélectionné pour les Jeux olympiques d'été de 2012 de Londres où il s'alignera dans l'épreuve du K2 200m avec Sébastien Jouve.

## Palmarès

### Jeux olympiques d'été
- Titulaire, 2008, voir Canoë-kayak aux Jeux olympiques de 2008, à Pékin,  Chine

### Championnats du monde
- Championnats du monde de course en ligne (canoë-kayak) 2011 à Szeged,  Hongrie
  -  Médaille d'or en K2-200m
- Championnats du monde de course en ligne (canoë-kayak) 2010 à Poznań,  Pologne
  -  Médaille d'or en K2-200m
  -  Médaille d'or en K4-1000m
- Championnats du monde de descente (canoë-kayak) 2006 à Karlovy Vary,  République tchèque
  -  Médaille d'argent en sprint K1
- Championnats du monde de descente (canoë-kayak) 2004 à Garmisch,  Allemagne
  -  Médaille d'or en sprint K1
  -  Médaille d'argent en classique K1 par équipe

### Championnats d'Europe
- Championnats d'Europe de course en ligne (canoë-kayak) 2012 à Zagreb,  Croatie
  -  Médaille d'or en K2 500 m
  - 4e, en K2 200 m
- Championnats d'Europe de course en ligne (canoë-kayak) 2008 à Milan,  Italie
  - 6e, en K1 500 m
- Championnats d'Europe de descente (canoë-kayak) 2005 à Chalaux,  France
  -  Médaille d'or en classique K1